# Dehesas Viejas
Dehesas Viejas («Deveses Velles», en català) és una localitat i municipi espanyol situat en la comarca de Los Montes, a la província de Granada. Limita amb els municipis de Campotéjar, Iznalloz i Domingo Pérez de Granada.
A Dehesas Viejas se li va concedir el règim d'entitat local autònoma al març de 2003. En 2014 es va convertir en un municipi completament independent d'Iznalloz.